# アルペン猟兵
アルペン猟兵（アルペンりょうへい、Chasseurs Alpins）は、フランス陸軍におけるエリート山岳兵部隊の名称。彼らは山岳戦及び市街戦の訓練を行っている。実際のフランス語の発音はアルペンではなくアルパン。

## 現代の部隊
1999年、彼らは他の部隊ともに第27山岳歩兵旅団（27e brigade d'infanterie de montagne）として編成され、現在は3個大隊で組織されている。
- 第7アルペン猟兵大隊（7e bataillon de chasseurs alpins; 7e BCA）
- 第13アルペン猟兵大隊（13e bataillon de chasseurs alpins; 13e BCA）
- 第27アルペン猟兵大隊（27e bataillon de chasseurs alpins; 27e BCA）

3個大隊はすべてアルプス山脈の都市を基地としており、部隊名はそれに由来する。
訓練には登山、クロスカントリースキーに加え、夏冬の登山者へのリーダーシップおよびガイドのスキルの他、伝統的なものとしてイグルーの築造、気温零度の中での睡眠など、山地での生存スキルが含まれる。
現代の兵士はその輸送にVAB装甲車、VAC、VBL装甲車などを使用することがある。
個人装備にはFA-MASアサルトライフル、ミニミ軽機関銃、FR F2狙撃銃、PGM ヘカートII大型狙撃銃（対物ライフル）およびLGI Mle F1があり、部隊装備にはブローニング M2重機関銃、LLR 81mm迫撃砲および20mm機関砲装備車両に加え、AT4、ERYXおよびミラン対戦車ミサイルがある。
猟兵は、彼らの（常装時の）「タルト」と呼ばれる幅広のベレー帽で容易に見分けることができる。

## 部隊の由来
1859年まで、イタリアはまだ統一されておらず、いくつかの王国および独立共和国（ナポリ王国、ヴェネツィア共和国、教皇領など）に分裂していたが、同年からのジュゼッペ・ガリバルディおよびカミッロ・カヴールによる国家統一運動により状況が変わった。イタリアが部分的ながら最初の山岳戦専門部隊を創設したことにより地政学的変化が生じ、これがアルプス山脈を境界とする彼方からの脅威とみなされるようになった。
フランスがイタリアのアルプス山脈を越えての侵入に対応するためは自軍にも山岳部隊を創設することが必要だと判断された。1888年12月24日までに山岳兵部隊創設に関する法が可決され、31ある猟兵（Chasseurs à Pied）大隊のうち12個大隊が選抜され、改編された。
これら最初の部隊は Bataillons Alpins de Chasseurs à Pied と名づけられ、後に短く Bataillons de Chasseurs Alpins（アルペン猟兵大隊）とされた。

## 階級
- 上等兵 (Caporal)
- 兵長 (Caporal-chef)
- 軍曹 (Sergent)
- 上級軍曹 (Sergent chef)
- 下副官 (Adjudant)
- 上級下副官 (Adjudant-chef)
- 准尉 (Major)
- その他

補足: 騎乗部隊（機甲科、騎兵科、砲兵科、輜重科）の階級である Brigadier（上等兵）や Maréchal des Logis（軍曹）はアルペン猟兵隊では使用しない。

## 重要人物
en:Alain Le Ray: マキの最初の軍事指導者

## 画像

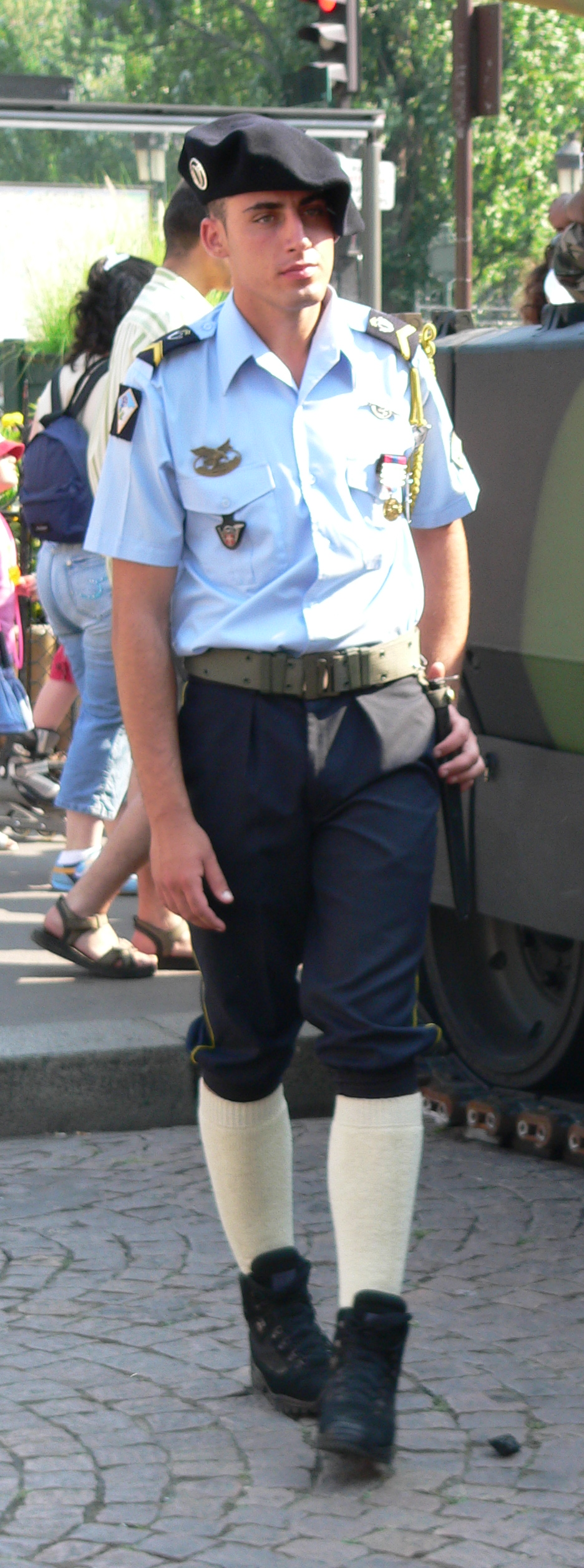
礼装
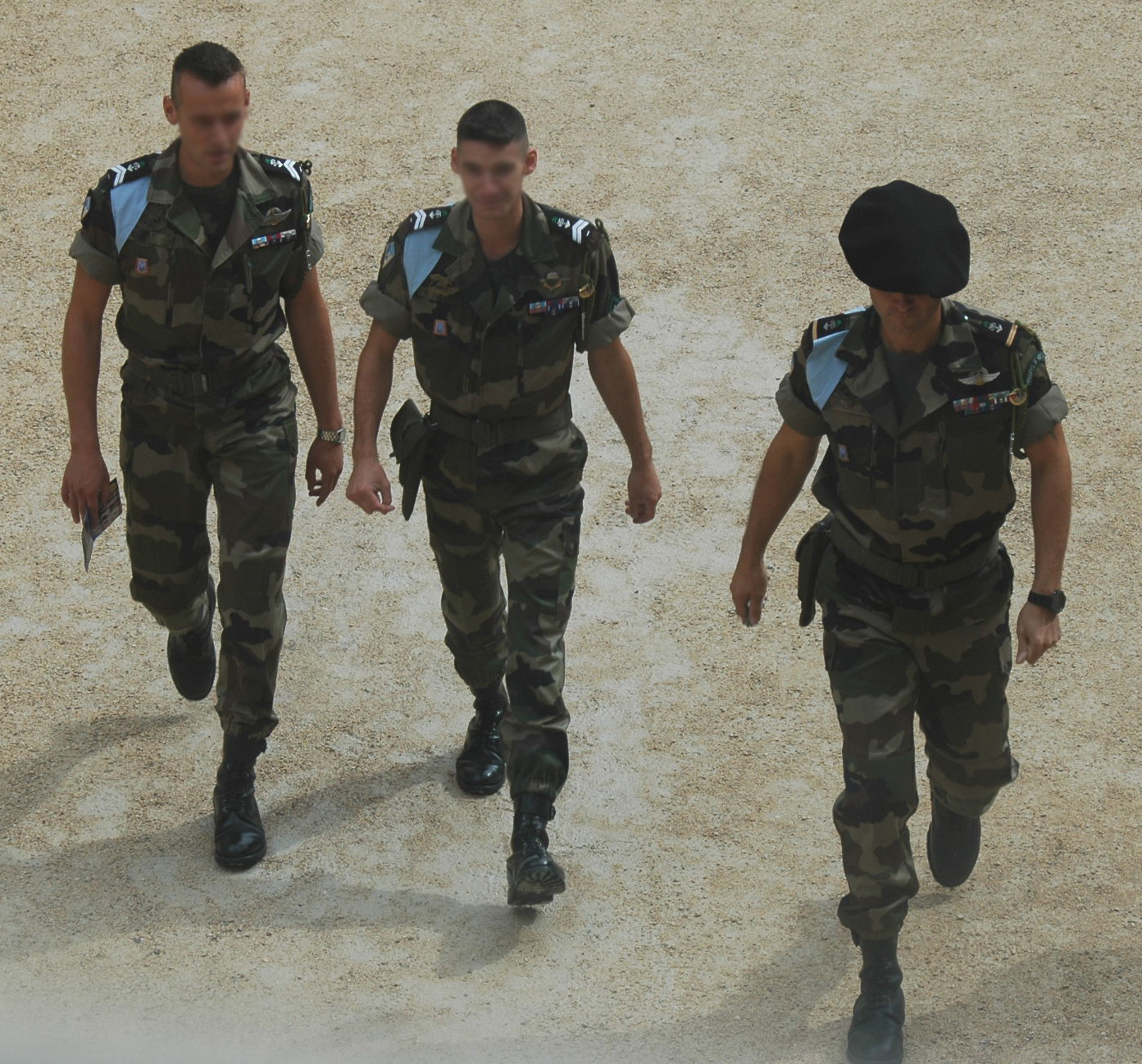
夏用戦闘服の兵士